# Genetika
Genetika je panoga biologije, ki proučuje dedovanje, lastnosti genov in DNK. Znanstvenik, ki se ukvarja z genetiko, se imenuje genetik.

## Predstave o dedovanju pri starih Grkih
Pri starih Grkih je učenjak Aristotel mislil, da dobijo otroci vse lastnosti od svojega očeta. Toda davni Hipokrat je bil bližje resnici. Trdil je, da moško in žensko telo vsebujeta tekočini, ki se pomešata, da nastane otrok. Tekočini se borita za določitev lastnosti staršev, ki jih bo dobil otrok.

## O genih
Glavni članek: Gen
Gen je osnovna materialna enota dedovanja, nosilec dedne lastnosti. Na molekularni ravni je gen del molekule DNK, torej nukleotidno zaporedje, ki se prepisuje v RNK. RNK je lahko končni produkt gena (npr. kot sestavni del ribosomov), v večini primerov pa se prevede dalje v beljakovino (protein). Geni so nekakšna navodila za zgradbo in delovanje ljudi, živali, rastlin in vseh drugih živih bitij. Najdemo jih v vseh celicah (z izjemo eritrocitov), ki gradijo živa bitja.
Vsaka celica je samostojna enota, obdana z dvoslojno lipidno membrano oziroma fosfolipidnim dvoslojem, v katerega so vgrajene membranske beljakovine in tudi nekateri oglikovi hidrati. To imenujemo celična membrana. Za razliko od prokariontske celice (npr. bakterije) imajo evkariontske celice (torej celice živali, gliv, rastlin in protistov) jedro, in mnogo drugih celičnih struktur, ki jih imenujemo organeli..
Celice opravljajo vse naloge, ki ohranjajo človeško telo v delovanju, npr. izdelujejo telesne snovi, imenovane beljakovine, in gradijo nove celice, ko stare odmrejo. Vse celice v telesu sodelujejo pri ohranjanju življenja in zdravja.
Običajno je celično jedro kot okrogla žoga blizu sredine celice in vsebuje večino dednega materiala celice v obliki kromosomov. Preostanek dednega materiala se nahaja v mitohondriju (živalske in rastlinske celice) in v kloroplastih (rastlinske celice). Kromosom je sestavljen iz številnih proteinov in ene same dolge linearne molekule DNK. Geni so posamezni odseki na molekuli DNK. Vse celice nekega organizma vsebujejo isti nabor genov. Geni so zapisani v obliki zaporedja dušikovih baz na dvojni vijačnici DNK. 
Vsako jedro človeške celice vsebuje 46 dvokromatidnih kromosomov (izjema so spolne celice). Celoten dedni material se imenuje genom. Celoten genetski material v telesnih celicah je podvojen, enojna kopija dednega materiala se nahaja v spolnih celicah (jajčeca in spermiji), torej 23 enokromatidnih kromosomov. 
Enojna kopija človeškega genoma vsebuje približno 20.000-25.000 genov (kljub določitvi nukleotidnega zaporedja celotnega človeškega genoma je težko določiti, kateri deli DNK se dejansko prepisujejo).

## DNK in RNK
Glavni članek: Deoksiribonukleinska kislina
DNK (DNA) je kratica za deoksiribonukleinsko kislino. To je tip šibke kisline, ki naravno oblikuje dolgo zavito verigo, podobno zaviti vrvni lestvi, ki jo imenujemo dvojna vijačnica ali dvojni heliks. DNK je sestavljena iz štirih različnih nukleotidov. Nukleotid je sestavljen iz fosfatne skupine, deoksiriboze (ogljikohidratna spojina) in dušikove baze. Različni nukleotidi se ločijo po organskih bazah, ki so lahko adenin (kratica A), citozin (C), gvanin (G) in timin (T). Baze oblikujejo pare (A-T in C-G), ki jih imenujemo bazni pari. Vsak bazni par oblikuje »prečko« v verigi DNK.
RNK(RNA) je kratico za ribonukleinsko kislino. Od DNK se razlikuje po dodatni -OH skupini na ribozi vsakega nukleotida. Večina organizmov ima dedni material v obliki molekule DNK, nekateri virusi pa v obliki RNK. Ti virusi imajo torej gene v obliki zaporedja RNK. Pri ostalih organizmih je RNK produkt prepisovanja z molekule DNK.

## Kromosomi pri človeku
Nihče ne ve, zakaj imamo ljudje 46 kromosomov. Različna živa bitja imajo različna števila, toda to ni povezano z njihovo velikostjo ali zapletenostjo. Psi jih imajo na primer 78, tigri 38, nekatere praproti pa 1262.
(glej tudi: Geneza in kromosomi)
Vse omenjene živali imajo parno število kromosomov. To je zato, ker je genetski material v vsaki telesni celici podvojen, en komplet kromosomov dobimo od vsakega od staršev (spolne celice imajo dedni material v eni kopiji), zato je vsota parno število.
Izjeme pri parnem številu kromosomov v telesnih celicah so genomske mutacije, pri katerih pride do spremembe števila kromosomov. Najbolj znan primer je Downov sindrom ali trisomija 21. kromosoma. Ljudje z Downovim sindromom imajo v vsaki telesni celici tri kopije enaindvajsetega kromosoma (HSA21).
Dodatna izjema parnega števila kromosomov so spolni kromosomi. Ženske imajo dve kopiji kromosoma X, moški pa en kromosom X in en kromosom Y (oznaki XX in XY). Pri pticah imajo samci spolna kromosoma ZZ, samice ZW. Pri nekaterih insektih pa imajo samice dva kromosoma X, samci pa enega (oznaki XX in X0).
Kromosomi imajo strukturo podobno črki X v profazi in metafazi mitotske delitve. Kromosomi so v profazi, metafazi in anafazi superzviti okoli proteinskih nosilcev (histonov) in so vidni pod svetlobnim mikroskopom. Dejansko gre za že podvojeno molekulo DNK, nastali kopiji pa sta še vedno povezani s proteini v točki, ki ji rečemo centromera. Podvojeni linearni DNK molekuli nista medsebojno povezani. V anafazi se povezava med centromeri prekine (X razpade v I I), vsak nastali kromosom gre v svojo hčerinsko celico. Večino celičnega cikla so kromosomi bistveno manj zviti, torej bolj raztegnjeni v eno samo nitko, in niso vidni pod svetlobnim mikroskopom. V nasprotju s pogosto predstavo so v profazi in metafazi vsi kromosomi oblike črke X (vključno s kromosomom Y). Glede na položaj centromere se kromosomi ločijo na metacentrične (stik na polovici dolžine kromosoma), submetacentrična (blizu polovice), akrocencrične (blizu konca kromosoma) in telocentrične (skoraj povsem na koncu kromosoma).

### Štetje kromosomov
Znanstveniki so človekove kromosome poimenovali glede na njihovo velikost. Ime največjega para je kromosom 1, naslednji par je kromosom 2 in tako naprej. Ime zadnjega para je XX ali XY. Ta sistem poimenovanja znanstvenikom pomaga slediti, kateri geni so v določenem kromosomu.

## Manjkajoči geni
Ker je celica odvisna od navodil v genih, je življenjsko pomembno, da so vsi geni funkcionalni, torej da se z njih prepisujejo funcionalne molekule RNK, iz katerih se nadaljnjo prevajajo funkcionalni proteini. Če je gen mutiran, se lahko zgodi, da telo ne more izdelati telesne snovi (na primer neke beljakovine oziroma encima), ki jo potrebuje. Ker so geni v dveh kopijah, je v večini primerov (recesivne mutacije) organizem prizadet samo takrat, ko sta obe kopiji nekega gena nefunkcionalni.
Do mutacij večinoma pride pri podvojevanju molekule DNK. V splošnem je mutacije vsaka sprememba nukleotidnega zaporedja v molekuli DNK. Mnogi mutirani geni lahko še vedno normalno delujejo zaradi redundance oziroma degeneriranosti genskega koda (različna zaporedja nukleotidov še vedno lahko dajejo povsem enak končni proteinski produkt). Včasih lahko celice popravijo mutacijo. Glede na evolucijski pomen lahko na mutirano zaporedje, ki se prenese na potomce, deluje pozitivna ali negativna selekcija.

## Genske lastnosti
Ljudje so pogosto podobni svojim staršem ali celo starim staršem. Tako kot videz se lahko dedujejo sposobnosti, bolezni in morda celo del osebnosti. Pogosto je težko določiti, katera lastnost je genska, torej podedovana, in katera je pridobljena, torej ni odvisna od genov. Podedovane lastnosti so lahko odvisne od majhnega števila genov - tako imenovane mendelske lastnosti (npr. krvna skupina, barva oči) ali pa od velikega števila genov - poligenske lastnosti (npr. telesna teža). Poligenske lastnosti so praviloma zelo pod vplivom okolja, zato je npr. telesna teža posameznika določena z genetiko in z dejavniki okolja.

## Populacijska genetika
Populacija je skupina osebkov neke vrste, ki zasedajo nek prostor v nekem času in se med seboj parijo. Vsakega člana populacije lahko opišemo z genotipom - določimo posamezne alelne variante izbranega nabora genov. Glede na pogostost ali frekvenco posameznih alelnih variant v izbrani populaciji lahko določimo, ali je populacija genetsko raznolika, v stanju ekspanzije, ozkega grla, inbridirana (posledica parjenja v bližnjem sorodstvu), v Hardy-Weinbergovem ravnotežju, ocenimo efektivno velikost populacije, lahko pa različne populacije paroma primerjamo in določamo prehajanje posameznikov iz ene v drugo populacijo in posledice takega prehajanja.

## Vedenjska genetika
Vedenjska genetika se ukvarja s preučevanjem vpliva genetskih dejavnikov na variacije v osebnostnih potezah oz. vedenju. Izhaja iz predpostavke, da mere osebnostnih potez zrcalijo določene biološke mehanizme, ki so povezani z delovanjem genov. Znanstveniki preučujejo te genetske vplive na dva načina, s kvantitativno genetiko in z molekularno genetiko.

## Testiranje DNK
Dandanes je moč prebrati vzorec DNK vsakega posameznika. Testiranje DNK je uporabno v več namenov:
- iskanje genetskih bolezni
- ugotavljanje sorodnosti
- ugotavljanje istovetnosti, pogosto uporabno v forenziki - glej iskanje prstnih odtisov DNA
- ugotavljanje pripadnosti vrsti ali populaciji na podlagi fosilnih ali mumificiranih ostankov živih bitij